# تريبيشوف
تريبيشوف (بالسلوفاكية: Trebišov)‏ مدينة في شرق سلوفاكيا وتتبع إقليم كوشيتسه.

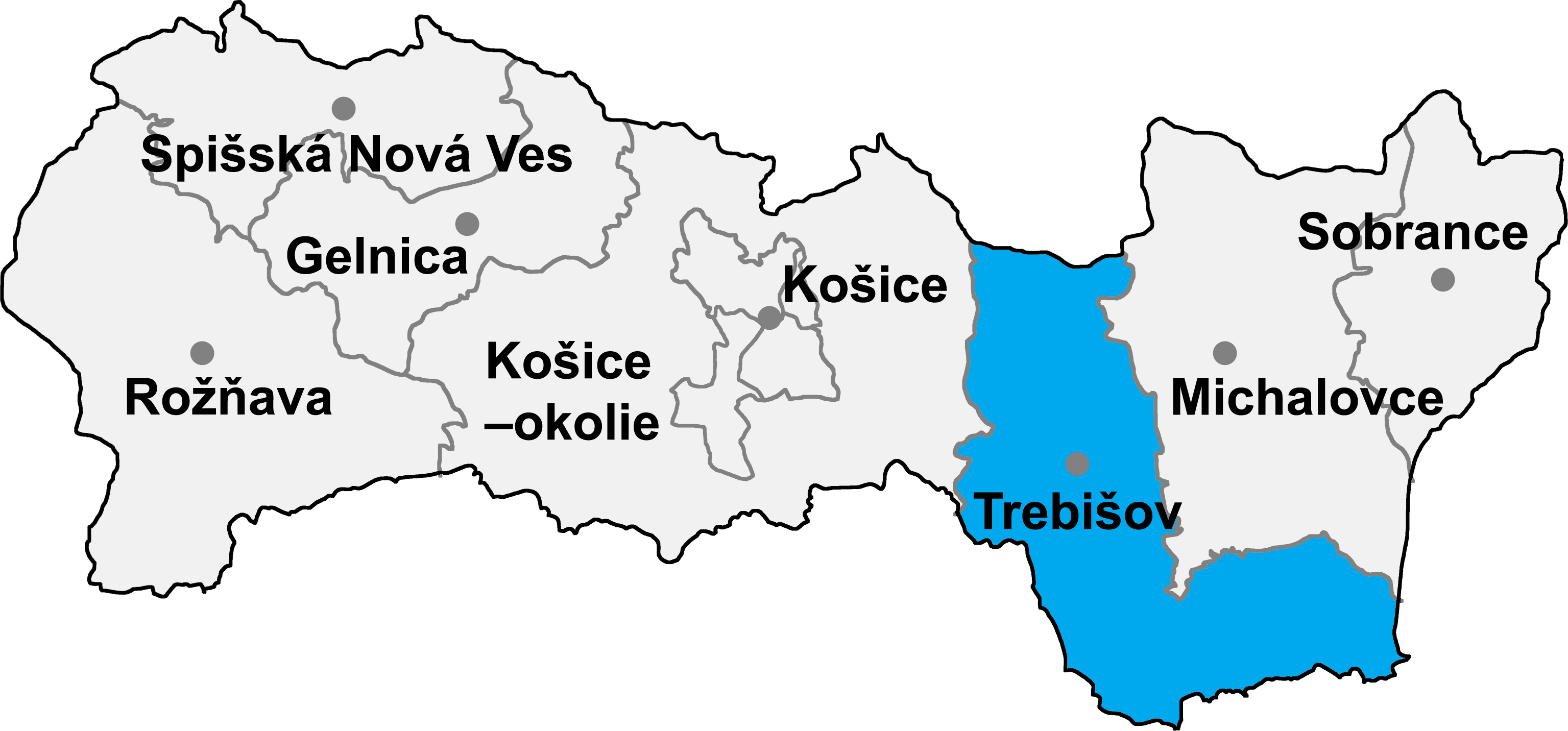
موقع تريبيشوف في إقليم كوشيتسه

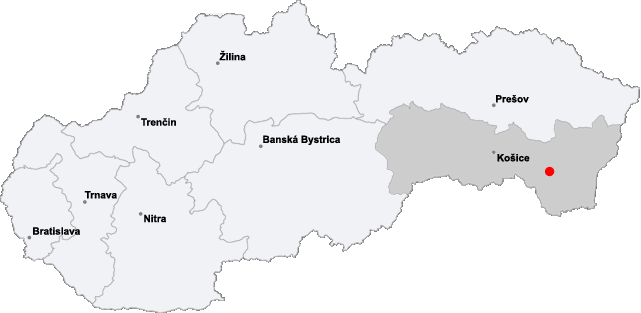
موقع تريبيشوف في سلوفاكيا